# 金色连鳍银鲈
金色连鳍银鲈（學名：Deckertichthys aureolus） 是银鲈科金银鲈属的一种鱼，原产于东太平洋，分布在哥斯达黎加到秘鲁北部海岸等区域。这种鱼可以长到15厘米长，对当地人民来说是一种重要的食用鱼。 金色连鳍银鲈是其属中唯一已知的成员。

## 命名
1882年，该物种被首次描述，当时的学名为Gerres aureolus，其典型产地为墨西哥纳亚里特州的太平洋沿岸。1994年，金色连鳍银鲈被归入连鳍银鲈属。2014年，经过确认后，将其归入单属金银鲈属。 这个属的名字是为了纪念蓋瑞·丹尼斯·德克（Gary Dennis Deckert），并与希腊语的“鱼”相结合。Deckert是第一个认识到金色连鳍银鲈的独特性的人，并对银鲈科物种的研究做出了重大贡献。